# Santinezia simonbolivari
Santinezia simonbolivari is een hooiwagen uit de familie Cranaidae.